# Хлопова, Мария Ивановна
Мария Ивановна Хлопова (? — до марта 1633) — дочь дворянина Ивана Хлопова из Коломны, наречённая невеста царя Михаила Фёдоровича.

## Биография

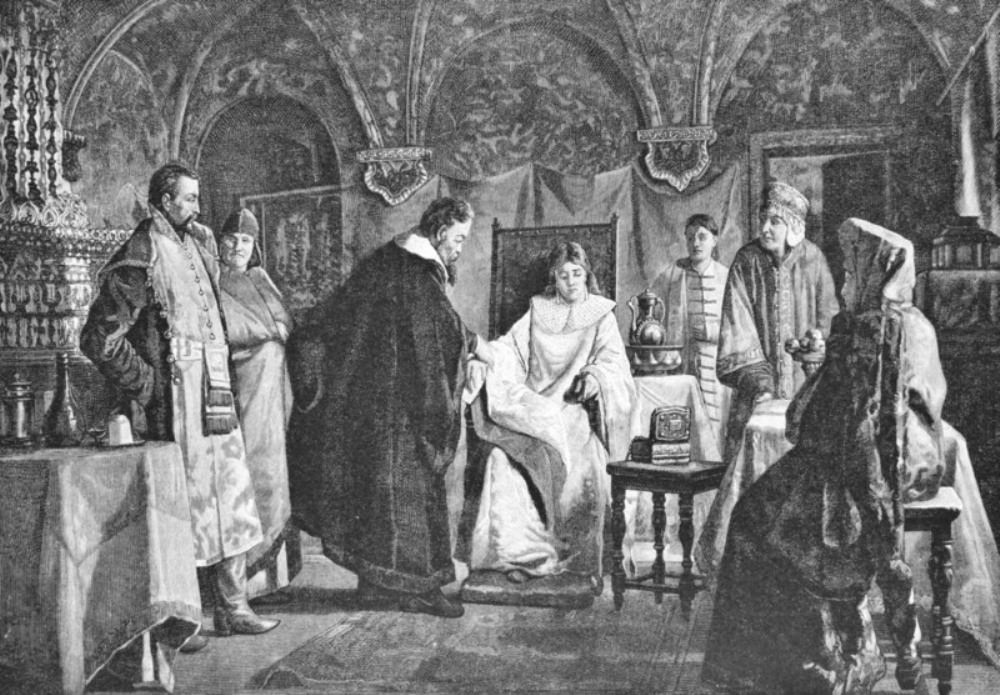
Мария Хлопова на рисунке Николая Неврева

Смотр невест, по результатам которого царь выбрал Марию, состоялся в 1616 году. В начале следующего года Мария, с новым именем Анастасия была помещена «во дворце наверху». Ей велено было оказывать почести как царице, дворовые люди ей крест целовали, и во всем Московском государстве велено поминать её имя на ектениях. Этим Хлопова и её родственники возбудили зависть Салтыковых, которые восстановили против невесты мать царя. Когда невеста заболела (расстройство желудка), её ославили как неплодную, и боярская дума объявила, что «царская невеста к государевой радости не прочна».
Осмотревшие её придворные доктора (Валентин Бильс и лекарь Балсырь) выдали заключение: «Плоду и чадородию от того порухи не бывает». Но Михаил Салтыков донёс царю Михаилу, что лекарь Балсырь признал болезнь невесты неизлечимой. Мать царя инокиня Марфа потребовала, чтобы Марию удалили. Был созван Земский собор. Гаврило Хлопов бил челом: «Болезнь произошла от сладких ядей. Болезнь проходит, невеста уже здорова. Не след отсылать её с верху!» Но бояре знали, что мать царя не хочет Хлопову, поэтому признали: «Мария Хлопова к царской радости непрочна!» Марию вместе с бабкой, тёткой и двумя дядями Желябужскими сослали в Тобольск, а её отца и мать отправили на воеводство в Вологду. Но Михаил Фёдорович продолжал получать известия о здоровье бывшей невесты. Всё это время он сохранял к девушке нежное чувство и отказывался жениться, несмотря на необходимость продолжить династию.
В 1619 году вернулся из плена отец царя, митрополит Филарет, и был посвящён в патриархи. С его появлением влияние матери на Михаила заметно уменьшилось. Филарет не согласился с бывшей женой и осудил сына за малодушное поведение. Невесту и её родственников в 1619 году перевели в Верхотурье, а в 1621 году — в Нижний Новгород, где Хлопова была поселена на выморочном дворе Кузьмы Минина.
Но Филарет не настаивал на браке с бывшей невестой. Принимая во внимание печальное состояние государства, патриарх решил сосватать Михаилу литовскую принцессу, но тот отказался. Тогда отец предложил посвататься к Доротее-Августе, племяннице датского короля Христиана. Летопись сообщает об отказе короля, мотивированном тем, что его брат, принц Иоанн, приезжал сватать царевну Ксению и, по слухам, был уморен отравою. В начале 1623 года было отправлено посольство к шведскому королю сватать его родственницу, княжну Екатерину. Но она не захотела исполнить непременного русского условия — креститься в православную веру.
После неудач при иностранных дворах Михаил Фёдорович вновь вспомнил о Марии. Он заявил родителям: «Сочетался я по закону Божию, обручена мне царица, кроме нея не хочу взять иную». Инокиня Марфа вновь обвинила девушку в болезни. По приказу патриарха Филарета было проведено дознание: допрошены родители Марии, врачи, лечившие её. Врачи Бильс и Балсырь были отправлены в Нижний Новгород, чтобы вновь осмотреть невесту. Они освидетельствовали Марию-Анастасию, допросили родных, духовника и пришли к единому мнению: «Марья Хлопова во всём здорова». Сама невеста говорила: «Как была я у отца и у матери, и у бабки, так болезни никакие не бывали, да и на государеве дворе будучи, была здорова шесть недель, а после того появилась болезнь, рвало и ломало нутрь и опухоль была, а чаю, то учинилось от супостата, и была та болезнь дважды по две недели. Давали мне пить воду святую с мощей, и оттого исцелена, и полегчало вскоре, и ныне здорова». После дознания заговор Салтыковых был раскрыт. Михаила и Бориса отправили в свои вотчины, старицу Евникию (наперсницу Марфы) сослали в Суздальский монастырь. Царь вновь собирался жениться на выбранной девушке. Но инокиня Марфа пригрозила сыну: «Если Хлопова будет царицей, не останусь я в царстве твоём». Через неделю после опалы Салтыковых Иван Хлопов получил царскую грамоту: «Мы дочь твою Марью взять за себя не изволим».
Доктора, которым была устроена очная ставка, показали, что они предоставили Салтыковым совсем не ту информацию, которую те передали царю, и девушка была вполне здорова. В конце 1623 года, спустя 7 лет после трагического события, в Нижний Новгород прибыли дознаватели во главе с боярином Ф. И. Шереметевым, которые нашли её вполне здоровой. Они уже готовились доставить девушку в Москву. Но мать царя все-таки настояла на своём, и Михаил Фёдорович понял, что на Хлоповой он никогда не женится.
В сентябре 1624 года 28-летний царь, проходив холостяком до достаточно зрелого для его эпохи возраста, наконец заключил брак — с Марией Долгоруковой.
Хлопова, устроенная лучше прежнего, продолжала оставаться в Нижнем Новгороде до самой смерти, последовавшей не позже марта 1633 года.